# Глајсдорф
Глајсдорф град је у Аустрији у покрајини Штајерска.

## Становништво
| 1981. | 1991. | 2001. | 2011. |
| ----- | ----- | ----- | ----- |
| 8.374 | 8.849 | 8.970 | 9.904 |

По процени из 2016. у граду је живело 10.710 становника.

## Партнерски градови
- Велика Канижа